# Neomysidion rahotsu
Neomysidion rahotsu is een eenoogkreeftjessoort uit de familie van de Nicothoidae. De wetenschappelijke naam van de soort is voor het eerst geldig gepubliceerd in 2005 door Ohtsuka, Boxshall & Harada.